# Balch (provincie)
Balch of Balkh (Pasjtoe: بلخ balḫ) is een van de 34 provincies van Afghanistan.

## Bestuurlijke indeling
De provincie Balch is onderverdeeld in 15 districten:
- Balch
- Choelm
- Dawlatabad
- Dihdadi
- Kaldar
- Kisjindih
- Marmoel
- Mazar-e Sjarif
- Nahri Sjahi
- Sjolgara
- Sjortepa
- Tsjahar Bolak
- Tsjahar Kint
- Tsjimtal
- Zari

## Foto's

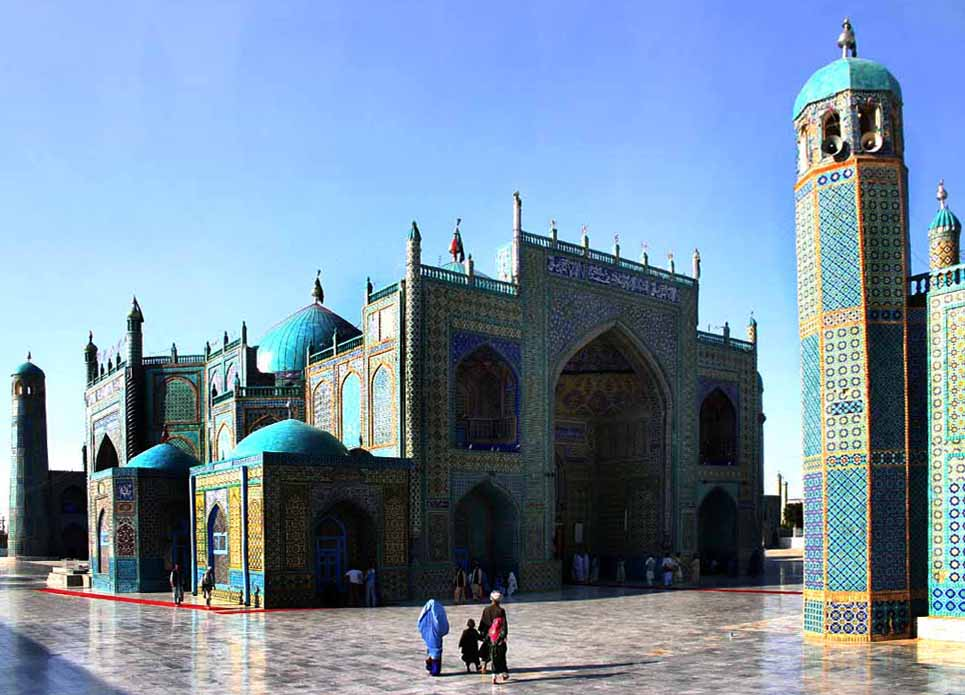
Mazar-e Sjarif

Balch · Choelm · Dawlatabad · Dihdadi · Kaldar · Kishindih · Marmoel · Mazar-i-Sharif · Nahri Sjahi · Sjolgara · Sjortepa · Tsjahar Bolak · Tsjahar Kint · Tsjimtal · Zari
Badakhshān · Bādghīs · Baghlān · Balkh · Bāmyān · Dāykundī · Farāh · Fāryāb · Ghaznī · Ghōr · Helmand · Herāt · Jowzjān · Kābul · Kandahār · Kāpīsā · Khōst · Kunar · Kunduz · Laghmān · Lōgar · Nangarhār · Nīmrōz · Nūristān · Paktiyā · Paktīkā · Panjshayr · Parwān · Samangān · Sar-e Pul · Takhār · Uruzgān · Wardak · Zābul